# اسقف‌نشینی کارتاژ
اسقف‌نشینی کارتاژ (انگلیسی: Archdiocese of Carthage) همچنین به عنوان کلیسای کارتاژ شناخته می‌شود، یک اسقف‌نشین کلیسای کاتولیک لاتین بود که در کارتاژ، امپراتوری روم، در قرن دوم تأسیس شد.